# Teorema (pel·lícula)
Teorema és una pel·lícula al·legòrica italiana del 1968 escrita i dirigida per Pier Paolo Pasolini i protagonitzada per Terence Stamp, Laura Betti, Silvana Mangano, Massimo Girotti i Anne Wiazemsky. Sisena pel·lícula de Pasolini, va ser la primera vegada que treballava principalment amb actors professionals. En aquesta pel·lícula, una família milanesa de classe alta és presentada i després abandonada per una força divina. Els temes inclouen l'atemporalitat de la divinitat i la corrupció espiritual de la burgesia.

## Argument
Una misteriosa figura coneguda només com "El Visitant" apareix a la vida d'una família típica burgesa italiana. La seva arribada és anunciada a les portes de la finca familiar de Milà per un carter que batega els braços. L'enigmàtic desconegut aviat s'endinsa en afers sexuals amb tots els membres de la llar: la criada devotament religiosa, el fill sensible, la mare reprimida sexualment, la filla tímida i, finalment, el pare turmentat. El desconegut s'entrega de si mateix sense demanar res a canvi. Impedeix que l'apassionada criada se suïcidi amb una mànega de gas i la consola amb tendresa; fa amistat i dorm amb el fill espantat, calmant els seus dubtes i neguits i dotant-lo de confiança; intima emocionalment amb la filla sobreprotegida, eliminant la seva innocència infantil sobre els homes; sedueix la mare avorrida i insatisfeta, donant-li alegria i plenitud sexual; cuida i consola el pare abatut i sofert, que ha caigut malalt.
Llavors, un dia, l'herald torna i anuncia que el foraster abandonarà aviat la casa, tan sobtadament i misteriosament com va venir. En el buit posterior de l'absència de l'estrany, cada membre de la família es veu obligat a enfrontar-se al que abans ocultava els aparells de la vida burgesa. La minyona torna al poble rural on va néixer i es veu que fa miracles; en última instància, ella s'immola enterrant el seu cos a la brutícia mentre vessava llàgrimes extatiques de regeneració. La mare busca trobades sexuals amb homes joves; el fill deixa la casa familiar per fer-se artista; la filla s'enfonsa en un estat catatònic; i el pare es despulla de tots els efectes materials, entrega la seva fàbrica als seus treballadors, es treu la roba en una estació de ferrocarril i vaga nu pel desert, on finalment crida de ràbia i desesperació primigènies.
Teorema s'ha citat, incorrectament, com a referent inspirador de la comèdia americana "Down and Out in Beverly Hills". Tot i que hi ha temes semblants, aquesta última està inspirada en una obra teatral més antiga, de l'any 1932. Sí però que s'ha citat com el referent del film britànic The Visitor, dirigit el 2024 per Bruce LaBruce.

## Repartiment
- Terence Stamp com el Visitant

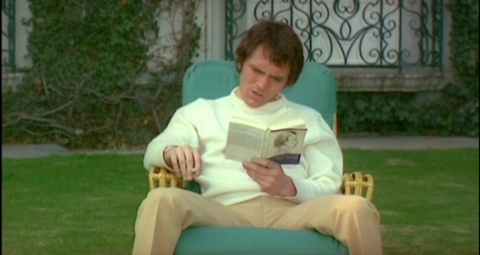
Terence Stamp com el Visitant

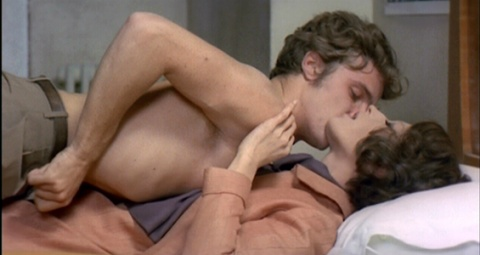
El visitant seduint la criada

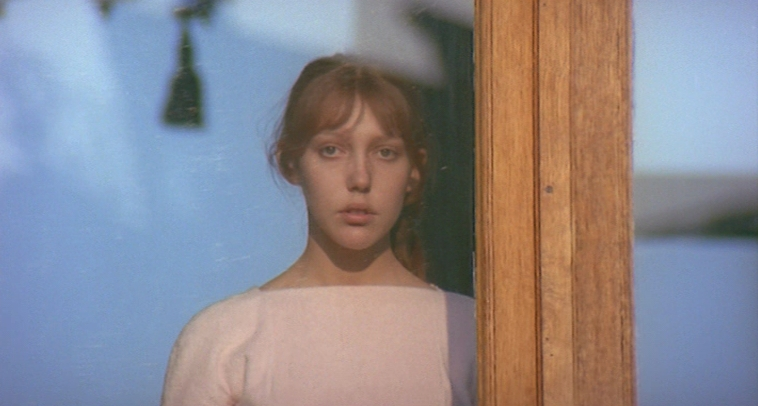
Anne Wiazemsky és Odetta

- Laura Betti com a Emilia (la minyona)
- Silvana Mangano com a Lucia (la mare)
- Massimo Girotti com a Paolo (el pare)
- Anne Wiazemsky com a Odetta (la filla)
- Andrés José Cruz Soublette com a Pietro (el fill)
- Ninetto Davoli com a Angelino (el carter)

## Recepció
En la seva estrena, la dreta religiosa i el Vaticà van criticar el contingut sexual de la pel·lícula. Altres van considerar la pel·lícula "ambigua" i "visionària". La pel·lícula va guanyar un premi especial al Festival de Cinema de Venècia de l'Oficina Catòlica Internacional de Cinema, però el premi es va retirar més tard quan el Vaticà va protestar.
Els estudiosos veuen la pel·lícula de manera diferent a causa de l'obertura o l'ambigüitat de la pel·lícula. L'autor d'A Certain Realism: Making Use of Pasolini's Film Theory and Practice, Maurizio Viano, diu que per entendre la pel·lícula cal que hi hagi "una traducció adequada". Ara, els estudiosos que escriuen sobre la pel·lícula no discuteixen les tècniques cinematogràfiques de Pasolini, sinó els arguments filosòfics de Pasolini. Viano argumenta que Pasolini pretenia ser teòric en aquesta pel·lícula perquè volia ser reconegut com "un teòric del cinema".

## Interpretacions erudites
Una interpretació habitual dels estudiosos del cinema és que la pel·lícula és un comentari sobre la societat burgesa i l'emergència del consumisme des del començament de la pel·lícula. El periodista pregunta a un treballador de la fàbrica de Paolo si creu que no hi haurà burgès en el futur. A The Cinema of Economic Miracles: Visuality and Modernization in the Italian Art Film, Angelo Restivo assumeix que Pasolini suggereix que fins i tot les imatges documentals, que representen fets, no mostren la veritat. Les notícies només poden dir a l'audiència la superfície dels esdeveniments que emeten. El simple fet de veure l'entrevista dels treballadors no explica per què el propietari de la fàbrica Paolo, va regalar la fàbrica.
En el seu treball biogràfic sobre Pasolini, Pier Paolo Pasolini, Enzo Siciliano assumeix que Pasolini expressa la seva lluita per ser homosexual a la pel·lícula. D'altra banda, Viano creu que l'èmfasi de Pasolini no està en l'homosexualitat sinó en la sexualitat en general, perquè el convidat té relacions sexuals amb cada membre de la llar. La sexualitat es considera passió en la interpretació de Viano.
El crític italià Morandini, autor d'un diccionari de cinema, afirmava que "el teorema està demostrat: la incapacitat de l'home modern burgès per percebre, escoltar, absorbir i viure el sagrat. Només Emilia la criada, que prové d'una família de pagesos, ho descobreix i, després del 'miracle' de la levitació, tornarà a terra amb una olor sagrada. És una altra pel·lícula de Pasolini dedicada a la conjunció entre Marx i Freud (i, aquí, Jung i Marcuse."

## Altres versions
El mateix any, Pasolini va ampliar aquesta pel·lícula en una novel·la amb el mateix nom, escrit simultàniament a la producció de la pel·lícula. Giorgio Battistelli va compondre una òpera basada en la pel·lícula. El 2009, la companyia de teatre holandesa 'Toneelgroep Amsterdam' va crear i representar una versió teatral d'aquesta pel·lícula.
El programa d'esquetxs de comèdia Mr. Show va emetre un segment (sèrie tres, episodi sis) en què una família suburbana es revela lentament, amb el temps, que ha tingut relacions sexuals individualment amb David Cross, possiblement en referència a la pel·lícula.

## Mitjans domèstics
El 4 d'octubre de 2005, Koch-Lorber Films va llançar el DVD de Teorema als Estats Units.
El 18 de febrer de 2020, The Criterion Collection va llançar un Blu-ray i un DVD de Teorema a Amèrica del Nord.